# 黄州区
黄州区（こうしゅう-く）は中華人民共和国湖北省黄岡市に位置する市轄区。

## 歴史
582年（開皇2年）、隋朝は南安県を設置し区域を管轄した。598年（開皇18年）、南安県は黄岡県と改称された。1990年1月には県級市としての黄州市に改編されている。
1996年5月18日、黄岡地区が地級市の黄岡市に改編される際、旧黄州市は分割され、北部の賈廟郷・杜皮郷・滾子河郷・溢流河郷・王家坊郷・団風鎮・淋山河鎮・方高坪鎮・回竜山鎮・馬曹廟鎮・上巴河鎮・総路嘴鎮・但店鎮は新設された団風県に移管され、南部の陶店郷・陳策楼鎮・路口鎮・堵城鎮と黄州赤壁・禹王・東湖・南湖の4街道弁事処は黄州区と改編された。
1997年6月、陳策楼鎮の単家塹・舵塘・石頭坳・揚鷹嶺の4村に火車站経済開発区が設置されている。

## 行政区画
- 街道：赤壁街道、禹王街道、東湖街道、南湖街道、西湖街道
- 鎮：路口鎮、堵城鎮、陳策楼鎮
- 郷：陶店郷
- 火車站経済開発区